# Halina Dmochowska
Halina Dmochowska (ur. 15 stycznia 1951 w Niewiarowie-Sochach, zm. 9 września 2017 w Warszawie) – polska urzędniczka, w latach 2002–2016 wiceprezes i w 2016 p.o. prezesa Głównego Urzędu Statystycznego.

## Życiorys
Córka Jana i Władysławy. W latach 1973–1980 pracowała w Spółdzielczym Instytucie Badawczym, w latach 1980-1990 w Centralnym Związku Przedsiębiorstw Mleczarskich. Od 1990 związana była z Głównym Urzędem Statystycznym, gdzie zajmowała się analizą społeczno-gospodarczą, nadzorując wiele obszarów statystyki publicznej, z naciskiem na rachunki narodowe i statystykę regionalną. Reprezentowała GUS między innymi w pracach Komitetu Przestrzennego Zagospodarowania Kraju Polskiej Akademii Nauk oraz Komisji Wspólnej Rządu i Samorządu Terytorialnego, koordynowała także współpracę z Eurostat, Organizacji Współpracy Gospodarczej i Rozwoju, a także różnymi agendami Organizacji Narodów Zjednoczonych. Była redaktorem Głównego Komitetu Redakcyjnego GUS, a także przewodniczącą Rady Naukowej miesięcznika „Wiadomości Statystyczne” odgrywając kluczową rolę przy opracowaniu i wydaniu licznych publikacji opracowanych przez GUS. Była dyrektorem Departamentu Analiz i Opracowań Zbiorczych GUS. W latach 2002–2016 piastowała funkcję wiceprezesa Głównego Urzędu Statystycznego, zaś od 1 kwietnia do 7 czerwca 2016 p.o. prezesa GUS.
Pochowana na cmentarzu w Grudusku.

## Wybrane odznaczenia
- Srebrny Krzyż Zasługi (1985),
- Brązowy Krzyż Zasługi (1978),
- Złota Odznaka za Zasługi dla Statystyki RP[2]